# Ontinyent
Ontinyent è un comune spagnolo di 36 695 abitanti situato nella comunità autonoma Valenciana.